# Culture of Fear
Culture of Fear è un album discografico della band trip hop statunitense Thievery Corporation, pubblicato nel 2011.

## Tracce
1. Web of Deception – 4:33
2. Culture of Fear (feat. Mr. Lif) – 3:12
3. Take My Soul (feat. Lou Lou) – 3:51
4. Light Flares – 3:01
5. Stargazer (feat. Sleepy Wonder) – 3:45
6. Where It All Starts (feat. Lou Lou) – 3:21
7. Tower Seven – 7:48
8. Is It Over? (feat. Shana Halligan) – 3:22
9. False Flag Dub (feat. Ras Puma) – 3:05
10. Safar (The Journey) (feat. Lou Lou) – 1:43
11. Fragments – 4:11
12. Overstand (feat. Ras Puma) – 3:40
13. Free (feat. Kota) – 4:03

## Formazione
Gruppo
- Rob Garza
- Eric Hilton

Altri musicisti
- Ashish Vyas - basso (1,3,5,7,9)
- Robbie Myers - chitarra (1-3)
- Federico Aubele - chitarra (6)
- Jeff "Jehlex" Alexander - chitarra (13)
- Will Rast - tastiere (1-3), organo (12)
- Darrell Burke - tastiere (5,12)
- Jeff Franca - percussioni (1-3,5,10-13), melodica (10,13)
- Andrew Black - percussioni (2)